# Mike Brown (entrenador)
Michael Burton «Mike» Brown (Columbus, Ohio, 5 de marzo de 1970) es un entrenador de baloncesto estadounidense que dirige a los New York Knicks de la NBA y a la selección de Nigeria.

## Trayectoria deportiva

### Primeros años
Se graduó en el Instituto Wuerzburg American en Wurzburgo (Alemania), en 1988, donde sobresalió en baloncesto, béisbol y fútbol americano.
Luego asistió y jugó al baloncesto en la Universidad de San Diego, donde se graduó en administración en 1992.

### Entrenador
En 1992 comenzó como ojeador de vídeo en Denver Nuggets.
Luego trabajó como asistente en varios equipos durante 13 temporadas, incluido Indiana Pacers, Washington Wizards y San Antonio Spurs, donde ganó el anillo en 2003.
Firmó con Cleveland Cavaliers como entrenador principal en 2005. Fue nombrado en la temporada 2008-09 Entrenador del Año de la NBA con 355 votos, 204 más que el segundo clasificado. Este mismo año había sido seleccionado para entrenar al equipo del Este en el NBA All-Star Game de Phoenix. A la siguiente temporada, tras el término de la misma, Brown fue despedido del banquillo de los Cavaliers.
El 25 de mayo de 2011 Mike Brown ficha por Los Angeles Lakers tras la retirada de Phil Jackson por 4 temporadas y 18 millones de dólares. En noviembre de 2012 fue destituido del banquillo de Los Angeles Lakers.
Durante la temporada 2016/17 ejerció como segundo entrenador de Golden State Warriors, pero durante los playoffs debido a un problema en la espalda del primer entrenador Steve Kerr, Mike fue primer entrenador.
El 5 de febrero de 2020, se anunció que Mike sería entrenador de selección de baloncesto de Nigeria de cara a los Juegos Olímpicos de 2020.
El 9 de mayo de 2022, firma por 4 años como entrenador principal de los Sacramento Kings. En la temporada 2022-23, fue nombrado entrenador del mes de febrero de la conferencia Oeste. Al término de la temporada regular, tras conseguir un récord de 48-34, fue nombrado Entrenador del Año, por segunda vez en su carrera, pero esta vez de forma unánime.
En junio de 2024 firma una extensión de contrato con los Kings por razón de $8,5 millones hasta la 2026-27. Pero con tan solo 31 encuentros de su tercera temporada en Sacramento, el 27 de diciembre de 2024 y con un récord de 13-18, es despedido.
El 7 de julio de 2025 firma como entrenador principal de los New York Knicks.

## Estadísticas como entrenador
| Equipo      | Temp.   | P   | G   | P    | %G-P | Clasificación   | PPO | GPO | PPO  | %G-P | Resultado                   |
| ----------- | ------- | --- | --- | ---- | ---- | --------------- | --- | --- | ---- | ---- | --------------------------- |
| Cleveland   | 2005-06 | 82  | 50  | 32   | .610 | 2.º en Central  | 13  | 7   | 6    | .538 | Pierde en Semifinales Conf. |
| Cleveland   | 2006-07 | 82  | 50  | 32   | .610 | 2.º en Central  | 20  | 12  | 8    | .600 | Pierde en Finales NBA       |
| Cleveland   | 2007-08 | 82  | 45  | 37   | .549 | 2.º en Central  | 13  | 7   | 6    | .538 | Pierde en Semifinales Conf. |
| Cleveland   | 2008-09 | 82  | 66  | 16   | .805 | 1.º en Central  | 14  | 10  | 4    | .714 | Pierde en Finales Conf.     |
| Cleveland   | 2009-10 | 82  | 61  | 21   | .744 | 1.º en Central  | 11  | 6   | 5    | .545 | Pierde en Semifinales Conf. |
| L.A. Lakers | 2011-12 | 66  | 41  | 25   | .621 | 1.º en Pacífico | 12  | 5   | 7    | .417 | Pierde en Semifinales Conf. |
| L.A. Lakers | 2012-13 | 5   | 1   | 4    | .200 | (despedido)     | —   | —   | —    | —    | —                           |
| Cleveland   | 2013-14 | 82  | 33  | 49   | .402 | 3.º en Central  | —   | —   | —    | —    | No Playoffs                 |
| Sacramento  | 2022-23 | 82  | 48  | 34   | .585 | 1.º en Pacífico | 7   | 3   | 4    | .429 | Pierde en Primera ronda     |
| Sacramento  | 2023-24 | 82  | 46  | 36   | .561 | 4.º en Pacífico | —   | —   | —    | —    | No Playoffs                 |
| Sacramento  | 2024-25 | 31  | 13  | 18   | .419 | (despedido)     | —   | —   | —    | —    | —                           |
| Total       | 758     | 454 | 304 | .599 |      | 90              | 50  | 40  | .556 |      |                             |

## Logros personales
Como entrenador
- Entrenador de la Conferencia Este para el All-Star Game de la NBA (2009).
- 2 veces Entrenador del Año (2009, 2023).
- Nombrado NBCA Coach of the Year (2023).[11]

Como asistente
- 4 veces Campeón de la NBA (2003, 2017, 2018, 2022).